# Kuckuckskind
Kuckuckskind bezeichnet ein Kind, dessen sozialer Vater nicht sein biologischer Vater ist, weil die Mutter es mit einem anderen Mann zeugte und das Kind und seinen sozialen Vater im Glauben ließ, miteinander blutsverwandt zu sein. Der Ausdruck ist vom Kuckucksvogel abgeleitet, der seine Eier in fremde Nester legt (Brutparasitismus). Zwischen dem Kind und seinem Scheinvater besteht keine rechtliche Verwandtschaft, im Falle der Ehe nur eine Schwägerschaft: Das Kind ist ein Stiefkind des Ehemannes. 
Die umgangssprachlich abwertende Bezeichnung als Kuckuckskind beinhaltet eine Kritik an der Mutter, die ihrem (Ehe-)Partner ein mit einem anderen Mann gezeugtes Kind „unterschiebt“; von dem betroffenen Kind kann diese Bezeichnung als stigmatisierend empfunden werden.
Wenn das Kuckuckskind nicht erfährt, wer sein biologischer Vater ist und dieser noch ein andersgeschlechtliches Kind hat, besteht die Gefahr, dass es zur Inzucht beim Menschen kommt (insbesondere wenn der biologische Vater ein Nachbar oder Freund der Familie ist und sich die Kinder ungewöhnlich sympathisch finden).

## Statistik
Gemäß einer britischen Studie über zwischen 1950 und 2004 durchgeführte Verwandtschaftsuntersuchungen beträgt die Quote der sogenannten „Vaterschaftsdiskrepanzen“ im Median 3,7 %.
| Region              | Probanden                                        | Probengröße                             | Kuckuckskinder (%) | Methode                 | Bias                        | Quelle |
| ------------------- | ------------------------------------------------ | --------------------------------------- | ------------------ | ----------------------- | --------------------------- | --- |
| UK                  | südenglische Familien                            | 2578                                    | 3.7                | Blut- und andere Marker | unbekannt                   | Edwards 1957 |
| USA                 | Unstrittige Vaterschaftstests                    | 67                                      | 18.0               | Blut- und andere Marker | unbekannt                   | Sussman und Schatkin 1957 |
| USA                 | Michigan, Weiße                                  | 1417                                    | 1.4                | Blut- und andere Marker | unbekannt                   | Schacht und Gershowitz 1963 |
| USA                 | Michigan, Schwarze                               | 523                                     | 10.1               | Blut- und andere Marker | unbekannt                   | Schacht und Gershowitz 1963 |
| USA                 | Kalifornien, Weiße                               | 6960                                    | 2.7                | Blut- und andere Marker | unbekannt                   | Peritz und Rus 1972 |
| Südamerika          | Yanomama-Indianer                                | 132                                     | 9.0                | Blut- und andere Marker | unbekannt                   | Neel and Weiss 1975 |
| USA                 | Hawaiianer                                       | 2839                                    | 2.3                | Blut- und andere Marker | Nichtteilnahme (−)          | Ashton 1980 |
| Neuseeland          | Tokelau (Polynesier)                             | 1983                                    | 4.0                | Blut- und andere Marker | unbekannt                   | Lathrop u. a. 1983 |
| Mexiko              | Neugeburten                                      | 217                                     | 2.9                | Blut- und andere Marker | unbekannt                   | Peñaloza 1986 |
| UK                  | Zystische Fibrose screening                      | 521                                     | 1.4                | DNA Tests               | Nichtteilnahme (−)          | Brock and Shrimpton 1991 |
| Frankreich          | Genetisches screening (versch.)                  | 362                                     | 2.8                | DNA Tests               | Nichtteilnahme (−)          | Le Roux u. a. 1992 |
| Kanada              | Hämophilie B screening                           | 25                                      | 4.0                | DNA Tests               | Nichtteilnahme (−)          | Poon u. a. 1993 |
| Schweiz             | Zystische Fibrose/Knochenmark screening          | 1607                                    | 0.8                | Versch. Methoden        | Nichtteilnahme (−)          | Sasse u. a. 1994 |
| Mexiko              | Nuevo Leon Neugeburten                           | 396                                     | 11.8               | Blut- und andere Marker | unbekannt                   | Cerda-Flores u. a. 1999 |
| UK                  | Multiple Sklerose screening                      | 744                                     | 1.6                | DNA Tests               | Nichtteilnahme (−)          | Chataway u. a. 1999 |
| UK                  | Y vs Namensabgleich (Sykes Genealogie)           | 48                                      | 1.3                | DNA Tests               | Gründervater postuliert (+) | Sykes und Irven 2000 |
| UK                  | Y vs Namensabgleich (Attenborough Genealogie)    | 1                                       | 1.29–3.39          | DNA Tests               | Gründervater postuliert (+) | King und Jobling 2009 |
| UK                  | Y vs Namensabgleich (Haythornthwaite Genealogie) | 1                                       | 2.07–4.54          | DNA Tests               | Gründervater postuliert (+) | King und Jobling 2009 |
| UK                  | Y vs Namensabgleich (Herrick Genealogie)         | 1                                       | 1.00–2.47          | DNA Tests               | Gründervater postuliert (+) | King und Jobling 2009 |
| UK                  | Y vs Namensabgleich (Stribling Genealogie)       | 1                                       | 1.00–2.87          | DNA Tests               | Gründervater postuliert (+) | King und Jobling 2009 |
| UK                  | Y vs Namensabgleich (Swindlehurst Genealogie)    | 1                                       | 1.04–2.76          | DNA Tests               | Gründervater postuliert (+) | King and Jobling 2009 |
| Irak                | Immigrationstests (Kurden)                       | <24097                                  | 1.6                | DNA Tests               | unbekannt                   | Forster u. a. 2015 |
| Nigeria             | Immigrationstests                                | <24097                                  | 8.3                | DNA Tests               | unbekannt                   | Forster u. a. 2015 |
| Himba-Volk, Namibia | Dorfgemeinschaft                                 | 87 Frauen, 47 soziale Väter, 287 Kinder | 48                 | DNA-Mikroarray          | unbekannt                   | Mehr als 70 Prozent der Paare hatten mindestens ein Kind von einem fremden Vater. Keine echten „Kuckuckskinder“, da die Praxis bekannt ist und keinem sozialen Stigma unterliegt. |

Nach einer Meta-Analyse über 67 Studien liegt die Rate der Männer, die ein Kuckuckskind aufziehen, bei etwa 2 %. In den einzelnen Studien liegen die Raten zwischen 0,4 % und fast 12 %. Männer, die zweifeln, tun dies den Studien zufolge in 15 bis 50 % der Fälle zu Recht.

## Rechtslage

### Deutschland
Vaterschaftsanfechtung und Vaterschaftsvermutung des Ehemannes führen immer wieder zu Rechtsstreitigkeiten. Scheinbare Väter von Kuckuckskindern können mutmaßlich leibliche Väter zur Vaterschaftsfeststellung durch Abstammungsgutachten zwingen und den gezahlten Unterhalt von diesen einklagen. Dies entschied der Bundesgerichtshof (BGH) am 18. April 2008. Er schaffte damit höchstrichterlich Rechtssicherheit, die nach der Reform des Beistandschaftsgesetzes von 1998 notwendig geworden war. In dieser Zeit waren Scheinväter „faktisch der Willkür der Kindesmutter und des wahren Erzeugers“ ausgeliefert. Im verhandelten Fall hatte eine Vorinstanz zwar rechtskräftig festgestellt, dass der Kläger nicht der Vater von drei Kindern ist, die seine inzwischen von ihm geschiedene Ehefrau zwischen 1992 und 1995 geboren hatte. Weil der Kläger überzeugt war, dass der neue Partner, mit dem seine Ex-Frau seit der Trennung zusammenlebt, der Erzeuger der Kinder ist, wollte er seinen jahrelang geleisteten Unterhalt von diesem Mann einklagen. Doch die Ex-Frau und ihr neuer Partner verweigerten ihre Mitwirkung bei einem Abstammungsgutachten.
Vor der Reform von 1998 leitete in solchen Fällen das Jugendamt die Feststellung der Vaterschaft aufgrund des mutmaßlichen Interesses der Kinder auch ohne Einwilligung der Mutter ein. Diese sogenannte Amtspflegschaft war dann abgeschafft worden, laut BGH, um die „Eigenverantwortung“ von Müttern zu stärken. Der BGH gestattete nun, dass Scheinväter in solchen Fällen ausnahmsweise mutmaßliche leibliche Väter zu einem Vaterschaftstest zwingen können.
Ein Scheinvater kann von der Mutter des Kindes Auskunft über den biologischen Vater verlangen. Das Recht der Mutter auf Schutz ihrer Intimsphäre kann geringer wiegen als das Recht des Scheinvaters auf effektiven Rechtsschutz. In dem vom Bundesgerichtshof entschiedenen Fall hatte sich durch einen Vaterschaftstest herausgestellt, dass dem Kläger fälschlicherweise die rechtliche Vaterschaft zuerkannt wurde. Der Kläger wollte den Namen des biologischen Vaters erfahren, um den gezahlten Unterhalt von diesem zurückzufordern.
Nach einem Urteil des Bundesverfassungsgerichts vom 24. Februar 2015 kann im Einzelfall aber auch die Privat- und Intimsphäre der Mutter einen höheren rechtlichen Stellenwert haben als das Auskunftsrecht des Scheinvaters.
Hat eine Frau ihren Mann über seine Vaterschaft belogen, kann dies nach einer Scheidung zur Kürzung oder Streichung ihres Unterhalts führen. Dies gilt insbesondere dann, wenn der Mann wegen seiner rechtlichen Vaterschaft seine berufliche Entwicklung vernachlässigt hat.

### Österreich
Die Verjährungsfrist von 2 Jahren, innerhalb welcher der Putativvater einen Antrag auf Feststellung der Nicht-Vaterschaft begehren kann, beginnt ab dem Zeitpunkt, zu dem er berechtigte Zweifel an seiner Vaterschaft bekommt (§ 153 ABGB).
Ein nach eigenen Angaben leiblicher Vater, der noch nie Kontakt zum Kind gehabt hat, hat laut Verfassungsgerichtshof unter Berufung auf den EuGH nicht das Recht auf biologische Vaterschaftsfeststellung, wenn – wie im konkreten Fall durch Heirat vor der Geburt des Kindes – ein rechtlicher Vater bereits Familienkontakt zum Kind lebt.

### Schweiz
In der Schweiz gilt als rechtmäßiger Vater der Ehemann, wenn das Kind während der Ehe geboren wurde. Ebenso gilt er als Vater, wenn das Kind innerhalb von 300 Tagen nach seinem Tod geboren wurde, oder nachgewiesenermaßen vor seinem Tod gezeugt wurde. Die Frist des Ehemannes zur Anfechtung der Vaterschaft beträgt ein Jahr und läuft ab dem Zeitpunkt, an welchem der rechtliche Vater von seiner Scheinvaterschaft Kenntnis hat, oder von jenem Moment an, an welchem er vom außerehelichen Geschlechtsverkehr der Ehefrau erfahren hat. In jedem Fall endet die Frist fünf Jahre nach der Geburt des Kindes. Spätere Anfechtungen sind nur aus wichtigen Gründen möglich. Ist ein Kind vor der Ehe gezeugt worden, oder nach der Aufhebung des gemeinsamen Haushaltes, so kann die Anfechtung auch ohne Begründung erfolgen.
Ein leiblicher Vater kann ein Kind nur dann als sein eigenes anerkennen, wenn dieses zurzeit keinen rechtmäßigen Vater besitzt. Nutzt also der Scheinvater sein Klagerecht nicht innerhalb der Frist, hat der leibliche Vater keine Handhabe, die Vaterschaft zu übernehmen. Dann kann nur noch eine Adoption dazu führen, dass er zum rechtmäßigen Vater wird.

## Vertauschungen
Im Fall von künstlicher Befruchtung und In-vitro-Fertilisation können Spermien, aber im zweiten Fall auch Eizellen in einem Wunschkindinstitut vertauscht werden. Im Dezember 2016 kam der Verdacht auf, dass in einer niederländischen Fruchtbarkeitsklinik Eizellen von 26 Müttern durch einen Verfahrensfehler vermischt worden sind und dadurch Frauen Kinder von biologisch anderen Müttern austragen.
Kinder können in Geburtsstationen von Krankenhäusern vertauscht werden. Im kanadischen Ort Norway House (im Norden der Provinz Manitoba) wurden im Januar 1975 und erneut fünf Monate später am damaligen Norway House Indian Hospital jeweils zwei männliche Babys vertauscht. Die Vertauschung wurde erst 2017 durch DNA-Tests bekannt. Eine Untersuchung durch die Mounted Police fand keine Hinweise auf kriminelles Verhalten und bezeichnet die Vorfälle als tragischen menschlichen Fehler.
Im deutschsprachigen Raum scheint ein Fall in Graz plausibel. Im Zuge einer Blutprobe bei einer 26-jährigen Frau wurde zufällig festgestellt, dass sie nicht Tochter der Mutter sein kann, bei der sie aufgewachsen ist. Dem Aufruf des Krankenhauses an die damals ebenfalls gebärenden Mütter der Station zu DNA-Tests kam nur eine Minderheit nach, eine biologische Mutter für die offensichtlich vertauschte Tochter konnte nicht gefunden werden. Auch ihr biologischer Vater erwies sich als unbekannt. Möglicherweise waren hier zwei Kinder kurz nach Geburt vertauscht worden, wahrscheinlich versehentlich. Nachdem allen drei Betroffenen klar geworden war, dass die junge Frau nicht leibliche Tochter ist, hat das Elternpaar die junge Frau adoptiert.

## Biologie
Aus evolutionsbiologischen Überlegungen folgt, dass die Eifersucht und kontrollierendes Verhalten (englisch mate guarding) vor allem seitens des männlichen Partners zunimmt, je mehr Ressourcen er in die Betreuung und Erziehung der Kinder steckt. Von Paarungen außerhalb der Partnerschaft können jedoch beide Geschlechter profitieren: In monogam geprägten Gesellschaften können Männer Nachwuchs zeugen, in welchen sie keine Investitionen tätigen müssen, und Frauen können sich dagegen absichern, dass die genetische Qualität ihrer Kinder nur von einem Mann abhängt.
Bei den oben erwähnten Himba, die unter extremen klimatischen Bedingungen leben, wurde die Frage aufgeworfen, ob die sehr hohe Zahl an „Kuckuckskindern“ die Solidarität in Dorfgemeinschaften sichern könnte: Wachsen die Kinder eines Vaters in mehreren Familien auf, ist er nicht nur am Wohlergehen seiner eigenen Familie interessiert.

## Kultur und Religion
Anthropologen der University of Michigan gehen davon aus, dass es in den fünf Weltreligionen – Buddhismus, Christentum, Hinduismus, Islam, Judentum – ähnliche Vorschriften zur Beschränkung des weiblichen Sexualverhaltens gibt, die eine Vaterschaft sicherstellen sollen. Sie untersuchten 1706 Vater-Sohn-Paare in dem patrilinearen afrikanischen Volk der Dogon (rund 350.000 Angehörige), bei denen vier Religionen nebeneinander existieren: Protestanten, Katholiken, Moslems und traditionelle Religion, und fanden insgesamt 31 Kuckuckskinder.

## Persönlicher Umgang mit dem Thema Kuckuckskind
Im August 2014 machte Dirk Roßmann, der Gründer und Geschäftsführer der inhabergeführten Drogeriemarktkette Rossmann, von sich aus öffentlich, dass er ein Kuckuckskind ist: Im Nachrichtenmagazin Focus schilderte er im ganzseitigen Artikel Die Lüge meiner Kindheit, dass Bernhard Roßmann (1910–1958), Ehemann seiner leiblichen Mutter Hilde geb. Wilkens, lediglich sein rechtlicher und sozialer Vater war. Nach eigenen Angaben erfuhr Dirk Roßmann an seinem 16. Geburtstag im Jahr 1963 auf seine Nachfrage von der Mutter, dass sein biologischer Vater der Nachbar Theodor Kayser (1899–1967), Sohn eines deutschen Fabrikanten aus Warschau und Patenonkel seines älteren Bruders, war: „Ich verbrachte also meine Kindheit im Umfeld des Nichtausgesprochenen, der Lüge.“

## Analoge Wortbildung
Es gibt zahlreiche Zitate, die einer berühmten Person fälschlicherweise zugeordnet werden. Diese bezeichnet man neuerdings als Kuckuckszitate.

## Belletristik
- Ingrid Noll: Kuckuckskind, Roman. Diogenes, Zürich 2008, ISBN 978-3-257-06632-6.

## Rundfunk
- Astrid Springer: Umgangs- und Sorgerecht – Der väterliche Kontakt zum Kuckuckskind, Deutschlandfunk – „Hintergrund“ vom 18. Januar 2014 (Manuskript)